# Mina de cobre Anaconda (Montana)
La mina de cobre Anaconda era una gran mina de cobre en la ciudad de Butte, en el estado de Montana (Estados Unidos). Originalmente una mina de plata, fue comprada en 1881 por Marcus Daly a Michael Hickey. Hickey era un prospector y veterano de la Guerra de Secesión de la Unión. Llamó a su reclamo Mina Anaconda después de leer el relato de la Guerra de Secesión de Horace Greeley sobre cómo las fuerzas de Ulysses S. Grant habían rodeado a las fuerzas de Robert E. Lee "como una anaconda". Daly desarrolló la mina Anaconda en sociedad con George Hearst, padre de William Randolph Hearst, James Ben Ali Haggin y Lloyd Tevis de San Francisco.
Desde este principio, Daly creó Anaconda Copper Mining Company, que finalmente se convirtió en una empresa minera global con Anaconda y otras minas Butte, una fundición en la ciudad de Anaconda, plantas de procesamiento en la de Great Falls, American Brass Company y muchas otras propiedades., mayoritariamente en Estados Unidos, con la mina de cobre más grande del mundo en Chile y otra en México. ARCO adquirió Anaconda Copper Mining Company en 1977.
La mina Anaconda se cerró en 1947 después de producir 94 900 toneladas de cobre. Su ubicación ha sido consumida por Berkeley Pit, una vasta mina a cielo abierto que utilizó una tecnología diferente para adaptarse a las leyes cambiantes del mineral de cobre.
F. Augustus Heinze utilizó la teoría del ápice en varias demandas para reclamar el mineral de las minas Anaconda. Heinze compró una pequeña parcela de tierra no reclamada en la cima de Butte Hill. En acciones respaldadas por varios jueces de Butte, pudo tomar mineral de cobre que se encontraba en los pozos de la empresa Anaconda. Después de años de perder demandas ante Heinze, la compañía cerró todas las operaciones en el estado. Pusieron a casi el 80% de la fuerza laboral estatal sin trabajo para obligar a la legislatura estatal a adoptar una disposición de "cambio de lugar" para las demandas. Finalmente, la empresa compró todas las propiedades y reclamaciones de Heinze.